# Vydrany

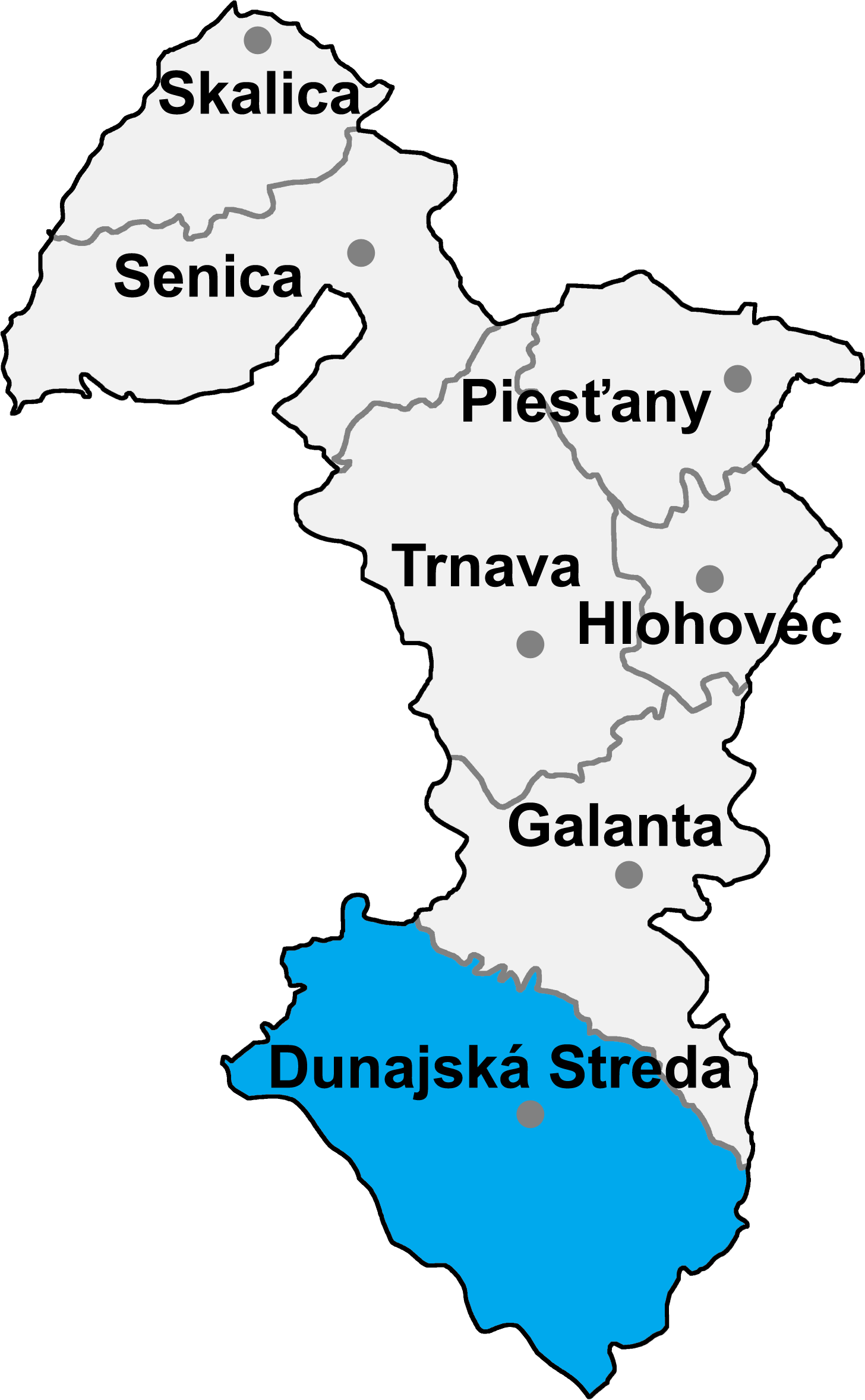
Localização de Dunajská Streda (distrito) na Trnava (região)

O Distrito eslovaco de Vydrany  é um dos sessenta e quatro municípios que formam a Distrito de Dunajská Streda, situada em Região de Trnava, Eslováquia.

## Demografia
| Ano:        | 1994 | 2004   | 2014    | 2024    |
| ----------- | ---- | ------ | ------- | ------- |
| Broj ljudi: | 1310 | 1422   | 1601    | 1904    |
| Razlika:    |      | +8,54% | +12,58% | +18,92% |

| Ano:               | 2023 | 2024   |
| ------------------ | ---- | ------ |
| Número de pessoas: | 1886 | 1904   |
| Diferença:         |      | +0,95% |